# Palhinhaea hainanensis
Palhinhaea hainanensis är en lummerväxtart som beskrevs av Yang. Palhinhaea hainanensis ingår i släktet Palhinhaea och familjen lummerväxter. Inga underarter finns listade i Catalogue of Life.